# Acta Theologica
Acta Theologica — рецензируемый научный журнал с открытым доступом, издаваемый Фри-Стейтским университетом. Он охватывает все аспекты христианского богословия.
Acta Theologica была создана в 1980 году и выходит два раза в год. Главный редактор – Мартин Лаубшер.
Acta Theologica реферируется и индексируется Atla Religion Database и Scopus. Он размещается на сайте African Journals OnLine.